# Sennebogen
Sennebogen Mashinenfabrik GmbH — немецкая машиностроительная компания, насчитывающая около 1200 сотрудников по всему миру. В 2008 году она получила доход в размере около 350 млн евро (2008, отчёт Группы). В 2017 году выручка составила около 300 млн евро.

## История
Компания была основана в 1952 году тогда еще 21-летним Эрих Сеннебогеном (1931—2011) и первоначально производила сельскохозяйственные машины.
- В 1959 году был построен завод в Штраубинге.
- Строительство второго завода в Ваккерсдорфе завершилось в 1991 году.

Возглавляют компанию сыновья основателя: Эрих и Вальтер Сеннебоген.

### Филиалы
Компания работает имеет собственное производство для сварки и изготовления стальных конструкций в Балатонфюреде, Венгрия, начиная с 1996 года. У компании имеются филиалы в нескольких ключевых для неё регионах:
- Sennebogen в Шарлотт[3], США
- Sennebogen на Ближнем Востоке в Дубае, ОАЭ
- Sennebogen СНГ в Санкт-Петербурге, Россия
- Sennebogen ПТЭ. ЛТД. в Сингапуре

В начале 2008 года компания расширила спектр услуг за счет строительства новых цехов и значительного увеличения Штраубингской производственной зоны.

### Продукция
- Краны, экскаваторы, телескопические краны, портовые краны
- Станки для обработки материалов
- Мультизагрузчики
- Спецтехника, техника для перевозки

### Прочие подразделения компании
- Отель в Штраубинге.
- Академия Sennebogen.
- Компания также издаёт Журнал «Стрела» (Boom).

## Галерея

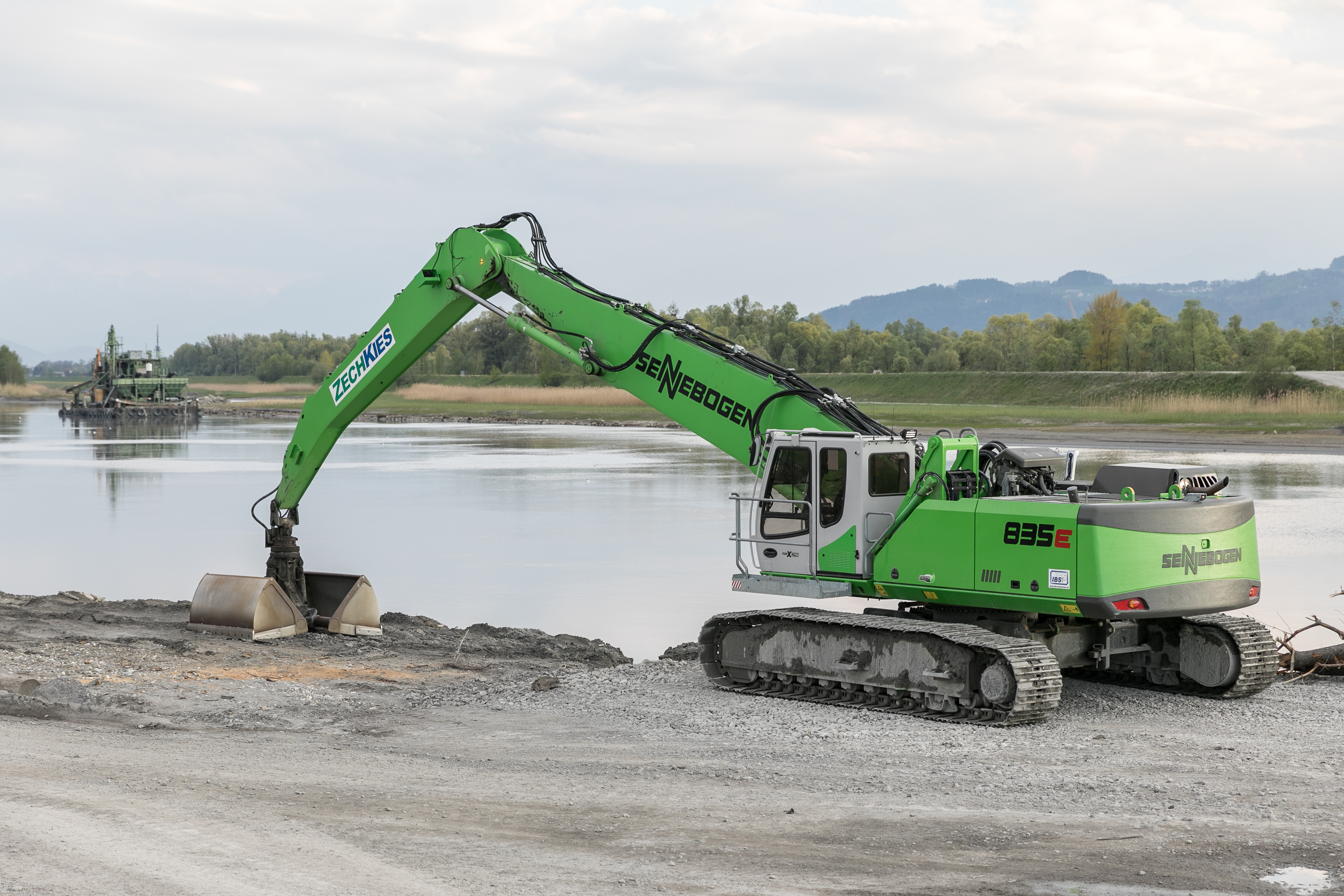
Гусеничный экскаватор 835E